# Гельгеандсгольмен
Гельгеандсгольмен (швед. Helgeandsholmen) — невеликий острів на річці Норрстрем у центрі Стокгольма, Швеція. Також відомий під назвою острів Св. Духа.
Гельгеандсгольмен розташований на північ від Штадсгольмена. На цьому острові знаходиться будівля шведського парламенту — Риксдаг, Музей історії середньовічного Стокгольма і будівля Національного банку. Гельгеандсгольмен сполучений із сусідніми островами трьома мостами: Ріксброном, Сталлброном і Норрбром. На терасі, у східній частині, яку називають Штромпартерреном, з 1832 року є громадський парк з рестораном, в той час як сходи, що ведуть вниз до води, були побудовані у 1807-1810 роках.

## Історія
Вперше назва Гельгеандсгольмен згадується в листі, написаному на латині 28 липня 1320 року. 

### Безліч острівців
Хоча сьогодні острів однієї постійної форми, Гельгеандсгольмен до недавнього часу був групкою острівців. До початку археологічних розкопок у 1978 році, традиційно вважалося, що даний острів охоплював 3 острівці:
- Найбільший серед них (він же і головний) розташовувався на півдні. З XIV ст. він називався Гельгеандсгольменом. Однак розкопки показали, що в ранньому середньовіччі цей острів насправді складалася з двох невеликих острівців, про які ми абсолютно нічого не знаємо.
- На північ від цього великого острова, знаходились два острівці поменше: один називався Баркаргольменом (відомий також під назвою Клостергольмен), а другий, на схід від Баркаргольмена — Ліла-Стокгольм, названий так у XVI ст. У XVII  ст. цей острів був перейменований на Бруггерігольмен, а пізніше на Слактаргольмен.

У наші дні Гельгеандсгольмен це  місце, куди щорічно стікаються сотні туристів, які хочуть на власні очі побачити красу цього острову.

## Галерея

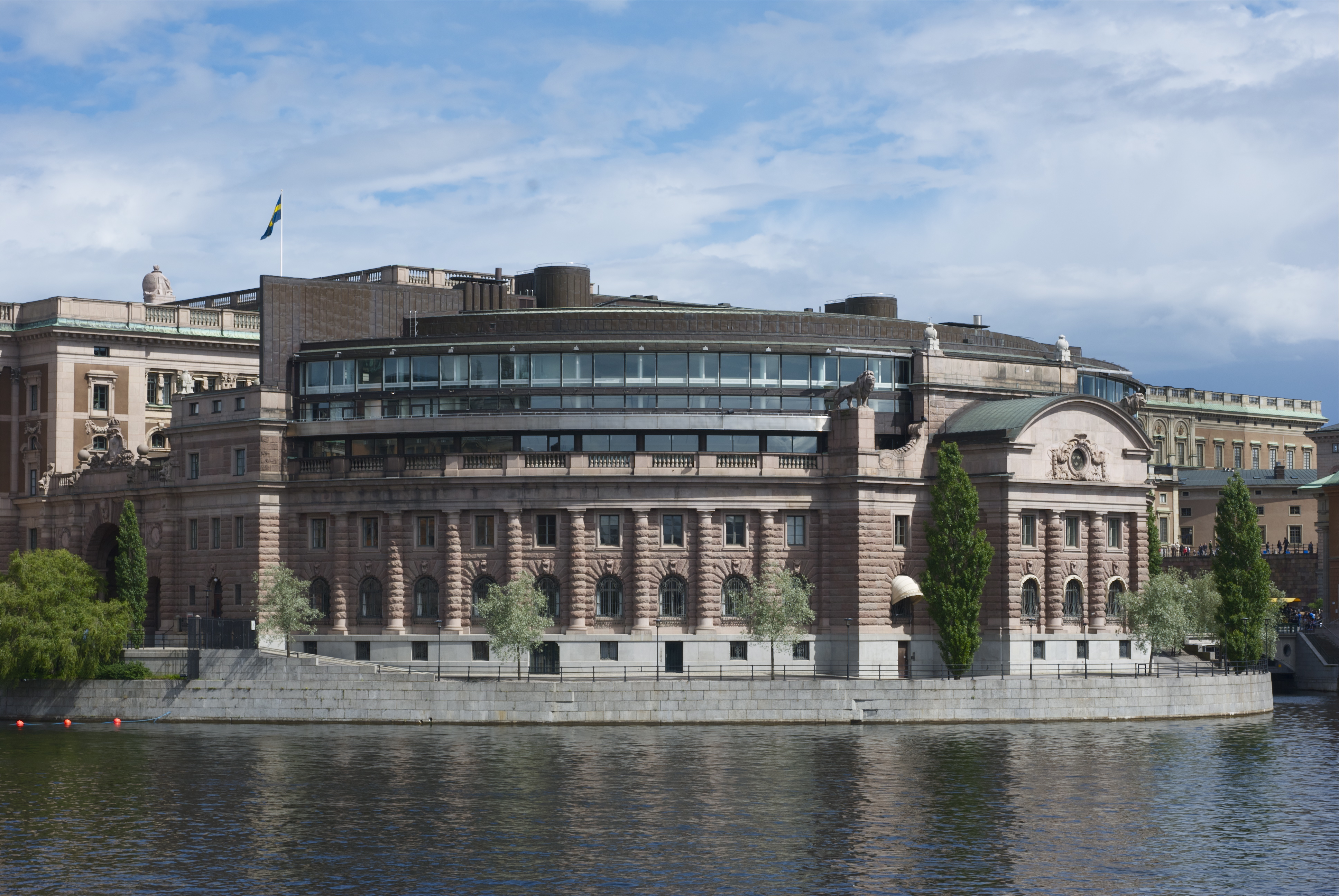
Гельгеандсгольмен і будівля шведського парламенту, вид з заходу
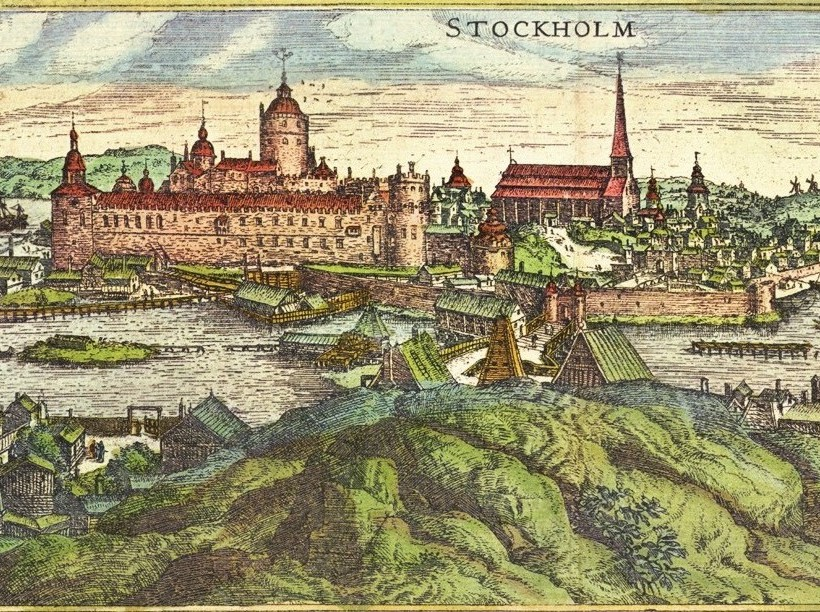
Гельгеандсгольмен в 1570 році